# Verein Berliner Presse

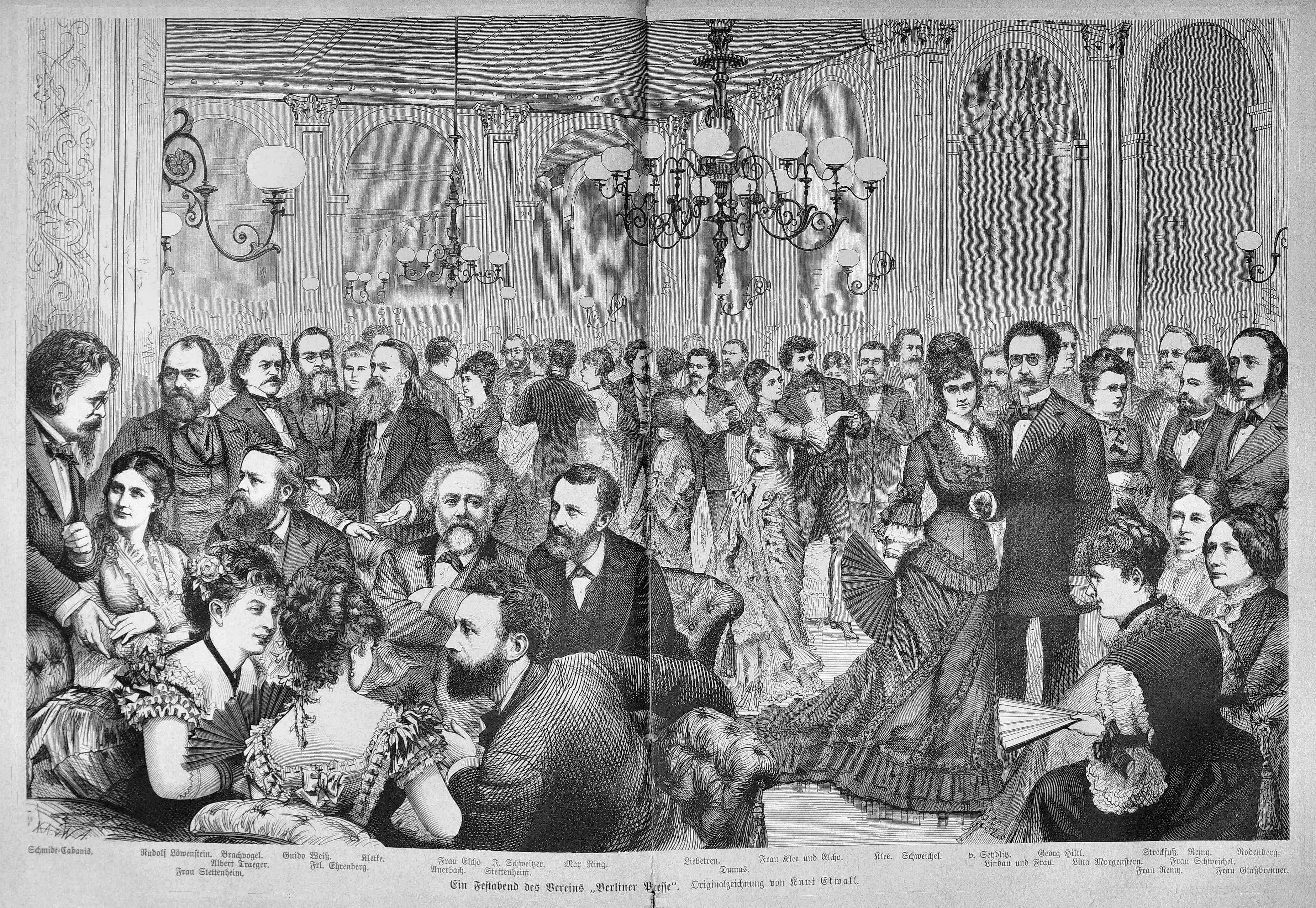
Festlicher Tanzabend des Vereins Berliner Presse, 1877

Der Verein Berliner Presse war ein Vereinigung von Journalisten in Berlin von 1862 bis 1933.

## Geschichte
Die Gründung des Vereins wurde im Jahr 1862 von Berliner Journalisten und Schriftstellern während einer Eisenbahnfahrt in den Harz geplant. Es war die Einweihungsfahrt auf der neuen Bahnlinie Bahnstrecke Magdeburg–Thale, die am 3. Juli eingeweiht wurde. Teilnehmer an der Fahrt waren u. a. Karl Frenzel, Moritz Gumbinner, Heinrich Pröhle, Alexis Schmidt und Julius Schweitzer. Zu dieser Zeit stand die Presse wegen des Preußischen Verfassungskonfliktes unter starkem Druck seitens der Bismarckschen Administration. Pressevertreter verschiedener Gesinnungslager fanden hier zusammen. “Konflikte, die aus der divergierenden Interessenlage der im Verein vertretenen Journalisten und “Belletristen” entstanden, versuchte man zu neutralisieren, indem man betonte, man sei “keine literarische Gesellschaft”, sondern “eine Gesellschaft von Literaten””. Vorbild für den Verein war der österreichische Presseclub Concordia, der 1859 in Wien gegründet worden war. Außerdem wurden Kassen für Darlehen in Notfällen sowie für Pensionen im Alter und für hinterbliebene Familienangehörige eingerichtet.
Die Gründung des Vereins fand am 20. August 1862 in Berlin statt. Versammlungsort war anfangs das Café Belvedere, wo früher auch der Verein Tunnel über der Spree tagte. Zur Zeit der Gründung hatte der Verein 93 Mitglieder, im Jahr 1886 waren es 172, 1914 373 und 1931 660. Der Verein traf sich zu wöchentlichen Zusammenkünften sowie zu häufigeren Festen. Aus diesen entwickelten sich die alljährlichen Pressebälle. 1884 wurde der Korporationsstatus erworben. Seit 1897 gab es als eigenes Haus den Berliner Presse-Club Unter den Linden 33 mit Speise- und Bibliotheksräumen.
Der Verein Berliner Presse war in der gesamten Zeit seines Bestehens ein wichtiger Begegnungsort von Vertretern verschiedener Zeitungen sowie von Schriftstellern und Politikern.
1933 wurde der Verein wahrscheinlich aufgelöst. Die Pressebälle wurden bis 1939 fortgeführt.

## Mitglieder

### Frühe Mitglieder
„Die ersten Namen und die besten Kräfte, Männer wie Auerbach, Brachvogel, Frenzel, Glaßbrenner, Fontane, Rodenberg, Lindau, Julian Schmidt, Bernstein, Weiß und Zabel, Nationalökonomen und Statistiker wie Prince-Smith und Geheimrath Engel, Schulze-Delitzsch, der Vater der deutschen Genossenschaften, die Abgeordneten Duncker und Lasker, der leider zu früh verstorbene, hochbegabte Otto Lindner und der in Paris verunglückte Assessor Fischel (…) zählten zu den hervorragenden Mitgliedern und Stiftern des Vereins der ‚Berliner Presse‘.“

### Stifter
- Friedrich Adami
- Albert Emil Brachvogel
- Engel (Austritt 1865)
- Julius Faucher
- Theodor Fontane (Austritt 1863, Neueintritt 1874)
- Karl Frenzel
- Adolf Glaßbrenner
- Moritz Gumbinner.
- Werner Hahn (Austritt 1864)
- George Hesekiel (Austritt 1863)
- Max Hirsch
- Hermann Kletke
- Otto Lindner
- Rudolf Löwenstein
- Alexander Meyer
- John Prince-Smith
- Heinrich Pröhle
- Max Ring
- Julius Rodenberg
- Alexis Schmidt
- Ludwig Walesrode
- Guido Weiss

### Mitglieder (Auswahl)
Dem Verein Berliner Presse gehörten jeweils mehr als hundert Publizisten an. Über die Mitgliedschaft entschied eine Aufnahmekommission.
Einige bekannte Mitglieder in der Reihenfolge ihres Beitritts 
1862
- Ernst Kossak
- Heinrich Smidt (Austritt 1863)
- Albert Hofmann
- Berthold Auerbach
- Paul Lindau
- George Hiltl
- Franz von Holtzendorf (Austritt 1863)
- Aaron Bernstein (Austritt 1863)
- Karl Heigel

1863
- Otto Ruppius
- Adolf Streckfuß

1864:
- Friedrich Stephany

1867
- Julius Stettenheim

1869
- Robert Schweichel
- Alfred Brehm

1870
- Franz Mehring
- Karl Gutzkow

1872
- Isidor Kastan
- Richard Schmidt-Cabanis

1873
- Ludwig Pietsch
- Wilhelm Wehrpfennig
- Rudolf Elcho

1875
- Hugo Lubliner

1877
- Fritz Mauthner

1878
- Otto Leixner

1880
- Heinrich Hart

1881
- Franz Duncker
- Julius Hart

1883
- Johannes Trojan
- Oscar Blumenthal
- Friedrich Dernburg

1884
- Julius Stinde
- Gustav Dahms

1885
- Franz Hirsch
- Friedrich Spielhagen
- Ernst von Wolzogen

1886
- Paul Schlenther
- Paul Lindenberg
- Fedor von Zobeltitz

1887
- Wilhelm Bölsche
- Eugen Zabel
- Karl Emil Franzos

1888
- Adolf L’Arronge
- Ernst Wichert
- Adalbert von Hanstein

1889
- Paul Marx
- Otto Brahm
- Hermann Sudermann

1890
- Ludwig Fulda
- Emil Dominik
- Heinz Tovote
- Heinrich Seidel
- Ernst von Wildenbruch

1891
- Theodor H. Panthenius
- Otto F. Gensichen
- Hanns von Zobeltitz

1894
- Paul Grabein

1895
- Otto Erich Hartleben

1896
- Julius Wolff
- Rudolf Stratz
- Alexander Moszkowski
- Max Osborn
- Valentin Wittschewsky

1898
- Hans Delbrück
- Viktor Auburtin

1900
- Felix Hollaender
- Heinrich H. Houben

1901
- Georg Hermann

1903
- Rudolf Presber

1905
- Erdmann Graeser

1909
- Walter Bloem

1910
- Alfons Goldschmidt
- Friedrich Hussong
- Theodor Wolff
- Alfred Klaar

1911
- Karl Figdor

1913
- Paul Weiglin

1914
- Arthur Rehbein

1917
- Otto Nuschke
- Sally Hirsch

1919
- Ernst Feder

1921
- Gustav Richter

1922
- Ernst Heilborn
- Paul Alfred Merbach

1924
- Karl Holger
- Alfred Richard Meyer
- Hans Goslar

1925
- Georg Urbat
- Hans Wolffenstein

1928
- Jakob Schaffner

1929
- Alexander Roda-Roda
- Franz Xaver Kappus
- Paul Fechter
- Emil Dovifat

1930
- Wilhelm Dyes
- Arnold Hahn

1931
- Hans Richter

### Vorsitzende
Die Vorsitzenden wechselten häufiger
- Alexander Schmidt
- Hermann Kletke
- Adolf Streckfuß
- Guido Weiß
- Paul Lindau
- Robert Schweichel, 1886
- Friedrich Spielhagen, 1892
- Ernst Wichert, 1899, 1900
- Karl Vollrath, 1901–1907, 1909–nach 1912
- Paul Marx, 1908, 1917
- Hermann Sudermann
- Ludwig Fulda
- Georg Bernhard, um 1921
- Wilhelm Weiß, 1930–1933